# Nati nel 1196
| Questa pagina contiene informazioni ricavate automaticamente dalle voci biografiche con l'ausilio del template Bio e di un bot. L'aggiornamento è periodico e automatico e ricostruisce completamente la pagina. Se manca una persona in questa lista, sei pregato di non aggiungerla, ma accertati piuttosto che la sua voce biografica contenga il template Bio e che i dati anagrafici siano correttamente compilati. Se il template Bio manca, inseriscilo tu stesso o, in alternativa, metti l'avviso {{tmp\|Bio}} che ne segnala la mancanza. Se i dati riportati sono sbagliati, correggi direttamente la voce biografica; le modifiche saranno visibili in questa lista entro pochi giorni. Per chiarimenti vedi il progetto biografie. La lista contiene solo le 11 persone che sono citate nell'enciclopedia e per le quali è stato implementato correttamente il template Bio. Pagina aggiornata al 13 gen 2025. |

- 3 gennaio - Tsuchimikado, imperatore giapponese († 1231)
- 27 marzo - Svjatoslav III di Vladimir, principe († 1252)
- 7 novembre - Principe Dōjonyūdō, poeta giapponese († 1249)
- Alberico da Romano, condottiero e trovatore italiano († 1260)
- Aurembiaix di Urgell, contessa († 1231)
- Guido Guerra IV Guidi, generale e politico italiano
- Margherita di Namur, nobile francese († 1258)
- Jacopo de' Pazzi il Vecchio, condottiero italiano († 1260)
- Rudolf II di Coevorden, condottiero olandese († 1230)
- Abu l-Hasan al-Shadhili, mistico berbero († 1258)
- Raimon Vidal de Bezaudun, trovatore, poeta e grammatico spagnolo († 1252)